# Verbascum hervieri
Verbascum hervieri är en flenörtsväxtart som beskrevs av Árpád von Degen. Verbascum hervieri ingår i släktet kungsljus, och familjen flenörtsväxter. Inga underarter finns listade i Catalogue of Life.